# Grårygget albatros
Grårygget albatros (latin: Thalassarche salvini) er en stormfugl, der lever i det Indiske Ocean (fra Sydafrika til New Zealand).